# Federico Colonna
|  | No s'ha de confondre amb Federico Colonna (ciclista). |

Federico Colonna   (Roma, 1601 - 25 de setembre de 1641) príncep de Colonna i Pietrapersia, fou un polític i militar napolità que va lluitar al servei de les Espanyes. Es va casar amb Margherita Branciforte d'Austria, neta natural de Carles V del Sacre Imperi Romanogermànic i princesa de Colonna (Itàlia), amb qui va tenir un únic fill, Antonio Colonna (1620-1623), que va morir d'infant. Fou virrei del Regne de València del 1640 al 1641, any en què succeí com a virrei de Catalunya a Pedro Fajardo de Zúñiga y Requesens, dirigint durant la Guerra dels Segadors, la defensa de la ciutat de Tarragona, on s'havia refugiat l'exèrcit castellà després de la derrota a la Batalla de Montjuïc, i que estava sent assetjada, evitant la seva caiguda completament envoltat per terra per les tropes de Philippe de La Mothe-Houdancourt i per mar per l'estol de Henri d'Escoubleau de Sourdis, fins que va arribar ajut per via marítima després de la Segona batalla naval de Tarragona, guanyada per García de Toledo el 23 d'agost. Federico Colonna va morir poc després durant l’atac catalanofrancès a Tarragona.